# Liste der Kulturgüter in Tübach
Die Liste der Kulturgüter in Tübach enthält alle Objekte in der Gemeinde Tübach im Kanton St. Gallen, die gemäss der Haager Konvention zum Schutz von Kulturgut bei bewaffneten Konflikten, dem Bundesgesetz vom 20. Juni 2014 über den Schutz der Kulturgüter bei bewaffneten Konflikten sowie der Verordnung vom 29. Oktober 2014 über den Schutz der Kulturgüter bei bewaffneten Konflikten unter Schutz stehen.
Objekte der Kategorien A und B sind vollständig in der Liste enthalten, Objekte der Kategorie C fehlen zurzeit (Stand: 1. Januar 2023).

## Kulturgüter
| Foto |                                                                                       | Objekt                                                    | Kat. | Typ | Standort                        | Beschreibung |
| ---- | ------------------------------------------------------------------------------------- | --------------------------------------------------------- | ---- | --- | ------------------------------- | ------------ |
| ja   | Datei hochladen · Wikidata zu Kapuzinerinnenkloster St. Scholastika (Q29524036)       | Kloster St. Scholastika in Tübach KGS-Nr.: 08373          | A    | G   | Schulstrasse 38 751863 / 260861 |              |
| BW   | Datei hochladen · Wikidata zu Breite / Stützwies, bronzezeitliche Gräber (Q135697813) | Breite / Stützwies, bronzezeitliche Gräber KGS-Nr.: 00579 | B    | F   | 752096 / 261652                 |              |
| ja   | Datei hochladen · Wikidata zu Kirche Mariahilf (Q29786919)                            | Kirche Mariahilf KGS-Nr.: 08374                           | B    | G   | Kirchstrasse 19 751861 / 261277 |              |
| BW   | Datei hochladen · Wikidata zu Villa Waldegg (Q29786921)                               | Villa Waldegg KGS-Nr.: 14083                              | B    | G   | Schulstrasse 41 751966 / 260630 |              |